# Цюпа Юрій Іванович
Ю́рій Іва́нович Цю́па  (12 березня 1942, село Шьонталь, Саратовська область, Росія — 29 червня 2004, Київ) — український журналіст та письменник. Головний редактор газет «Хрещатик» та «Голос православ'я».

## Біографічні відомості

Могила Юрія Цюпи, Байкове кладовище

Син письменника Івана Цюпи (1911—2004).
1959-64 — навчався на факультеті журналістики Київського університету ім. Т.Шевченка

1964-68 — кореспондент, газета «Вісті з України». 

1968-69 — кореспондент, газета «Вечірній Київ». 

1969-71 — служба в армії

1971-72 — завідувач відділу, член редколеґії, газета «Молодь України». 

1971-78 — завідувач відділу, газета «Вечірній Київ». 

1978-80 — відповідальний секретар, член редколеґії, журнал «Піонерія». 

1980-83 — завідувач відділу, газета «Вечірній Київ». 

1983-84 — оглядач, газета «Київський вісник». 

1984-91 — завідувач відділу, журнал «Радуга». 

1992-99 — оглядач, заступник головного редактора, в.о. головного редактора, газета «Хрещатик». 

1999-2004 — головний редактор газети «Голос православ'я».
Був одружений, мав дочку.
Член Спілки журналістів України (1988) та Спілки письменників України (1995).
Раптово помер на 63-му році життя від серцевого нападу 29 червня 2004 року. Похований разом з родиною на Байковому кладовищі (ділянка № 49б, 50°25′3.12″ пн. ш. 30°30′2.3″ сх. д. / 50.4175333° пн. ш. 30.500639° сх. д.).

## Твори
- книга «Небо прагне спокою» (1978, видавництво «Радянський письменник»).
- книга «Соната для осені» (1986, видавництво «Радянський письменник»).
- книга «Борги совісті» (1989, видавництво «Радянський письменник»).
- колективний збірник «Обличчям до вікна».